# That’s the Way Love Goes
That’s the Way Love Goes ist ein Lied von der US-amerikanischen Sängerin Janet Jackson aus ihrem fünften Musikalbum Janet. aus dem Jahr 1993. Die Veröffentlichung als Single fand am 20. April 1993 statt. Das Lied avancierte zum erfolgreichsten Lied ihrer Karriere und stand unter anderem acht Wochen nacheinander auf Platz 1 der amerikanischen Billboard Hot 100 und Gewann im Jahr 1994 den Grammy für den „besten R&B-Titel“.

## Geschichte
That’s the Way Love Goes wurde von Janet Jackson und dem Songwriter- / Produzentenduo Jimmy Jam und Terry Lewis geschrieben und produziert.
Im Jahr 1994 brachte das Lied Janet Jackson ihre zweite Grammy-Ehrung in der Kategorie „bester R&B-Titel“, außerdem wurde das Lied in der Kategorie „Beste weibliche R&B Gesangsperformance“ nominiert.
Das Lied wurde unter R&B-Künstlern etliche mal gecovert. Die bekanntesten Coverversionen stammen von Norman Brown, ’N Sync, Chantay Savage, Deborah Cox und Brownstone.
Jackson sang das Lied bei den MTV Video Music Awards 1993 in einem Medley mit ihrem weiteren Hit If.
Eine Remixversion von That’s the Way Love Goes, der CJ FXTC Club Mix & CJ FXTC Bass Hit Dub Remix erschienen im Jahr 1995 auf ihrem Remixalbum janet. Remixed.
Jackson sang das Lied auf allen ihrer Welttourneen, darunter auf der janet. Tour, The Velvet Rope Tour, All for You Tour, Rock Witchu Tour, sowie auf ihrer aktuellen Tournee Number Ones: Up Close and Personal.
Am 1. April 2009 listete das Blender Magazin That’s the Way Love Goes auf Platz 427 ihrer Liste der „500 Greatest Songs Since You Were Born“.

## Musikalisches
That’s the Way Love Goes ist ein klassischer R&B-Titel, mit Elemente des modernen Contemporary-R&B, welcher sich später weltweit etablieren sollte. Musikalisch setzt das Lied auf ruhige soulige Streichinstrumente, die gut zur Stimmung des Liedes passen und perfekt mit Janets rauchiger Stimme zusammenpassen. Jackson erreicht im Lied mit ihren Gesang einen Stimmumfang vom Ton F3 bis zum Ton Bb4. Das Lied verwendet zudem einen typischen Hip-Hop-Beat mit rund 100 Schlägen pro Minute. Das Lied verwendet einen Sample von James Browns Nummer-eins-R&B-Hit Papa Don’t Take No Mess aus dem Jahre 1974. Inhaltlich behandelt das Lied eine zärtliche und schöne Liebesbeziehung zwischen einer Frau und einem Mann. Gesungen wird das Lied aus der Sichtweise der Frau.

## Musikvideo
Beim Musikvideo zur That’s the Way Love Goes, welches im März 1993 gedreht wurde, führte Jacksons Exmann René Elizondo Jr. Regie. Im Musikvideo befindet sich Jackson in ihrem Hotelzimmer, ihre Freunde ermutigen Janet ihr neustes Lied zu singen. Jackson fängt an zu singen, jedoch wird sie schnell von ihrer Freundin Tish unterbrochen, damit sie Janet sagen kann: „Yo, this is slamming!“ Tish steckt einen Demotape in einen Kassettenrekorder und jeder beginnt zur Aufnahme zu tanzen. Tina Landon übernahm die Choreografische Leitung im Musikvideo. Im Musikvideo spielte außerdem die damals unbekannte Jennifer Lopez als Freundin und Backgroundtänzerin von Janet Jackson eine Rolle. That’s the Way Love Goes wurde bei den MTV Video Music Awards 1993 in drei Kategorien nominiert: „bestes weibliches Musikvideo“, „bestes Tanz-Musikvideo“ und „beste Choreografie in einem Musikvideo“. Das Musikvideo erschien im Jahre 1994 auch auf Jacksons VHS-Videoalbum mit den gleichnamigen Albumtitel janet, auf der Sammlung Design of a Decade (1996), auf der limitierten Bonus-DVD Edition von ihrem Album All for You aus dem Jahr 2001 und 2004 auf ihrem Videoalbum From janet. to Damita Jo: The Videos.
Eine alternative Version des Musikvideos, die „One Take Version“, findet im gleichen Hotelzimmer statt, jedoch wird im ganzen Musikvideo nur Jackson selbst fokussiert. Das Musikvideo erschien nur im Jahre 1994 auf Jacksons VHS-Videoalbum mit den gleichnamigen Albumtitel janet.
*NSYNC zollten dem Musikvideo Tribut, als sie das Musikvideo in der Sendung MTV Icon nachahmten.

## Kommerzieller Erfolg
That’s the Way Love Goes debütierte im Mai 1993 auf Platz 14 der amerikanischen Billboard Hot 100. Zwei Wochen später erreichte das Lied die Spitze der Hot 100 und wurde Janets sechster Nummer-eins-Hit in den Vereinigten Staaten. Am selben Tag erreichte das Lied auch die Spitze in den Genrecharts, wie die Dance- und R&B/Hip-Hop Charts. In den US-amerikanischen Airplaycharts wurde das Lied Jacksons erfolgreichster Hit in ihrer Karriere und erreichte für 10 Wochen Platz 1. In den Billboard Hot 100 blieb das Lied acht Wochen nacheinander an der Spitze und wurde Janets erfolgreichstes Lied überhaupt in den Vereinigten Staaten sowie der erfolgreichste Nummer-eins-Hit einer Person der Jackson-Familie. Sogar Michael Jackson stand nicht so viele Wochen auf Platz 1 in den USA wie Janet. Den Erfolg von That’s the Way Love Goes bestätigten auch die Jahrescharts und die Dekadencharts der 1990er in den USA, wo das Lied jeweils Platz 4 und 17 erreicht hat, sowie die Plattenauszeichnungen.
Bei der Grammy-Verleihung 1994 gewann das Lied einen Grammy in der Kategorie „Bester R&B Titel“.
In Deutschland erreichte That’s the Way Love Goes Rang neun der Singlecharts und avancierte zum vierten Top-10-Hit für Jackson. Am Ende des Jahres belegte die Single Rang 39 der Single-Jahrescharts. In den deutschen Airplaycharts konnte sich die Single fünf Wochen an der Chartspitze platzieren. International wurde der Titel ebenfalls ein Erfolg und erreichte Platz eins in Australien, Kanada, Neuseeland und Südafrika; die Top 5 in Finnland, den Niederlanden und im Vereinigten Königreich; sowie die Top 10 in Dänemark, Irland und Schweden. In Südafrika wurde That’s the Way Love Goes die bestverkaufte Single einer weiblichen Künstlerin überhaupt und verbrachte dort neun Wochen am Stück auf Platz eins.

### Chartplatzierungen
| ChartsChartplatzierungen       | Höchstplatzierung | Wochen |
| ------------------------------ | ----------------- | ------ |
| Deutschland (GfK)              | 9 (21 Wo.)        | 21     |
| Österreich (Ö3)                | 16 (6 Wo.)        | 6      |
| Schweiz (IFPI)                 | 11 (22 Wo.)       | 22     |
| Vereinigtes Königreich (OCC)   | 2 (10 Wo.)        | 10     |
| Vereinigte Staaten (Billboard) | 1 (23 Wo.)        | 23     |

| ChartsJahrescharts (1993)      | Platzierung |
| ------------------------------ | ----------- |
| Deutschland (GfK)              | 39          |
| Schweiz (IFPI)                 | 32          |
| Vereinigte Staaten (Billboard) | 4           |

| ChartsJahrescharts (1990–1999) | Platzierung |
| ------------------------------ | ----------- |
| Vereinigte Staaten (Billboard) | 17          |

### Auszeichnungen für Musikverkäufe
Am 12. November 1993 wurde der Titel in den Vereinigten Staaten mit einer Goldenen Schallplatte ausgezeichnet.
| Land/Region                  | Auszeichnungen für Musikverkäufe (Land/Region, Auszeichnung, Verkäufe) | Verkäufe  |
| ---------------------------- | ---------------------------------------------------------------------- | --------- |
| Australien (ARIA)            | Platin                                                                 | 70.000    |
| Neuseeland (RMNZ)            | Gold                                                                   | 5.000     |
| Vereinigte Staaten (RIAA)    | Platin                                                                 | 1.000.000 |
| Vereinigtes Königreich (BPI) | Silber                                                                 | 200.000   |
| Insgesamt                    | 1× Silber · 1× Gold · 2× Platin ·                                      | 1.275.000 |

Hauptartikel: Janet Jackson/Auszeichnungen für Musikverkäufe